# Michail Ivanovič Čigorin
Michail Ivanovič Čigorin (rusky Михаил Иванович Чигорин; 31. říjnajul./ 12. listopadu 1850greg., Gatčina u Petrohradu – 12. lednajul./ 25. ledna 1908greg., Lublin) byl ruský šachista, jeden z nejlepších světových hráčů své doby, mistr Ruska z let 1899 až 1905.

## Čigorinovy začátky
Michail Ivanovič Čigorin se narodil roku 1850 v Gatčině u Petrohradu a byl vychován v tamním sirotčinci sv. Mikuláše, kde se od svého učitele naučil hrát šachy. Po skončení studia pracoval nejdříve jako úředník, ale potom se začal plně věnovat šachu. Roku 1873 se stal žákem předního ruského šachisty Emanuela Stěpanoviče Šifferse, který mu zprvu dával výhodu jezdce, a od roku 1876 byl šachovým profesionálem.
Čigorinovým mezinárodním debutem byla účast na turnaji v Berlíně roku 1881, kde skončil společně se Simonem Winawerem třetí za J. H. Blackburnem a Johanessem Zukertortem. V té době však byl již v Rusku uznávanou veličinou. Na turnaji v Petrohradě skončil v roce 1876 druhý za Andrejem Alexandrovičem Ascharinem, ale již v roce 1877 byl první a v roce 1879 opět první, tentokrát společně se Semjonem Zinovjevičem Alapinem. Poté, co v Petrohradě třikrát zvítězil nad svým učitelelm Emanuelem Stěpanovičem Šiffersem (roku 1878 v poměru 7:3 (=0), roku 1879 7:4 (=2) a roku 1880 7:1 (=3) a když roku 1880 porazil (rovněž v Petrohradě) Alapina 7:3 (=0) byl považován za nejlepšího ruského hráče.
Ve Vídni roku 1882 byl Čigorin sice ještě dvanáctý, ale na turnaji v Londýně roku 1883 skončil již čtvrtý (za Zukertortem, Steinitzem a Blackburnem) a Steinitze, považovaného tehdy za neoficiálního mistra světa, v turnaji dvakrát porazil.

## Dva Čigorinovy zápasy o titul mistra světa
Když roku 1888 navrhli šachoví mecenáši z Havany, že uspořádají další zápas o titul mistra světa, a ponechali na držiteli titulu Wilhelmu Steinitzovi, koho si vybere za soupeře, Steinitz si k zápasu o titul vybral právě Čigorina. Jejich vzájemný zápas na deset výher z dvaceti partií začal v Havaně 20. ledna roku 1889 a skončil 24. února. Probíhal v nezvykle ostrém sledu výher a proher, až na poslední partii bez jediné remízy, a Steinitz v něm zaslouženě, zejména díky drtivému závěru, zvítězil 10: 6 (=1).
Po skončení zápasu odjeli Steinitz a Čigorin do New Yorku na Šestý americký šachový kongres. Steinitz, který zde působil jako spolupracovník pořadatelů a jako autor turnajové knihy, se ale turnaje nezúčastnil. Turnaj, který se za účasti dvaceti hráčů hrál dvojkolově, vyhrál Čigorin společně s rakouským šachovým mistrem Maxem Weissem, který sehrál turnaj v nečekané formě.
Po nerozhodném zápase 9:9 (=6) s maďarským hráčem Isidorem Gunsbergem v Havaně roku 1890, porazil Čigorin Steinitze ve dvou partiích hraných telegraficky kabelogramy mezi New Yorkem a Petrohradem. V těchto patiích měl Steinitz demonstrovat správnost svých teoretických rozborů Evansova gambitu, a to vedením jak bílých, tak i černých figur. Hra začala 23. října 1890, na jeden tah měl každý hráč dva dny, a koncem dubna 1891 oznámil mistr světa, že obě partie vzdává. Toto působivé Čigorinovo vítězství vyvolalo tlak na jeho nový zápas se Steinitzem. Během tří dnů přišly dva návrhy na organizaci tohoto střetnutí, a to od Petrohradské šachové společnosti a z Havany. Volba místa náležela Steinitzovi jako obhájci titulu, a ten zvolil opět Havanu.
Zápas byl zahájen na Nový rok 1892 a skončil 28. února. Hrálo se do deseti výher, ale bylo dohodnuto, že pokud bude dosaženo stavu 9: 9, bude se hrát tak dlouho, dokud jeden ze soupeřů nevyhraje další tři partie. Ještě po dvanácté partii byl stav zápasu 5: 3 (=4) pro Čigorina, ale v následující dvě partie Steinitz vyhrál a vyrovnal na 5: 5. Následovala série šesti výher bílými kameny, takže po dvacáté partii byl stav nerozhodný 8: 8. Dvacátá první partie skončila nerozhodně, ale pak Steinitz opět vyhrál dvě partie za sebou a zvítězil 10: 8 (=5)

## Další Čigorinovy výsledky

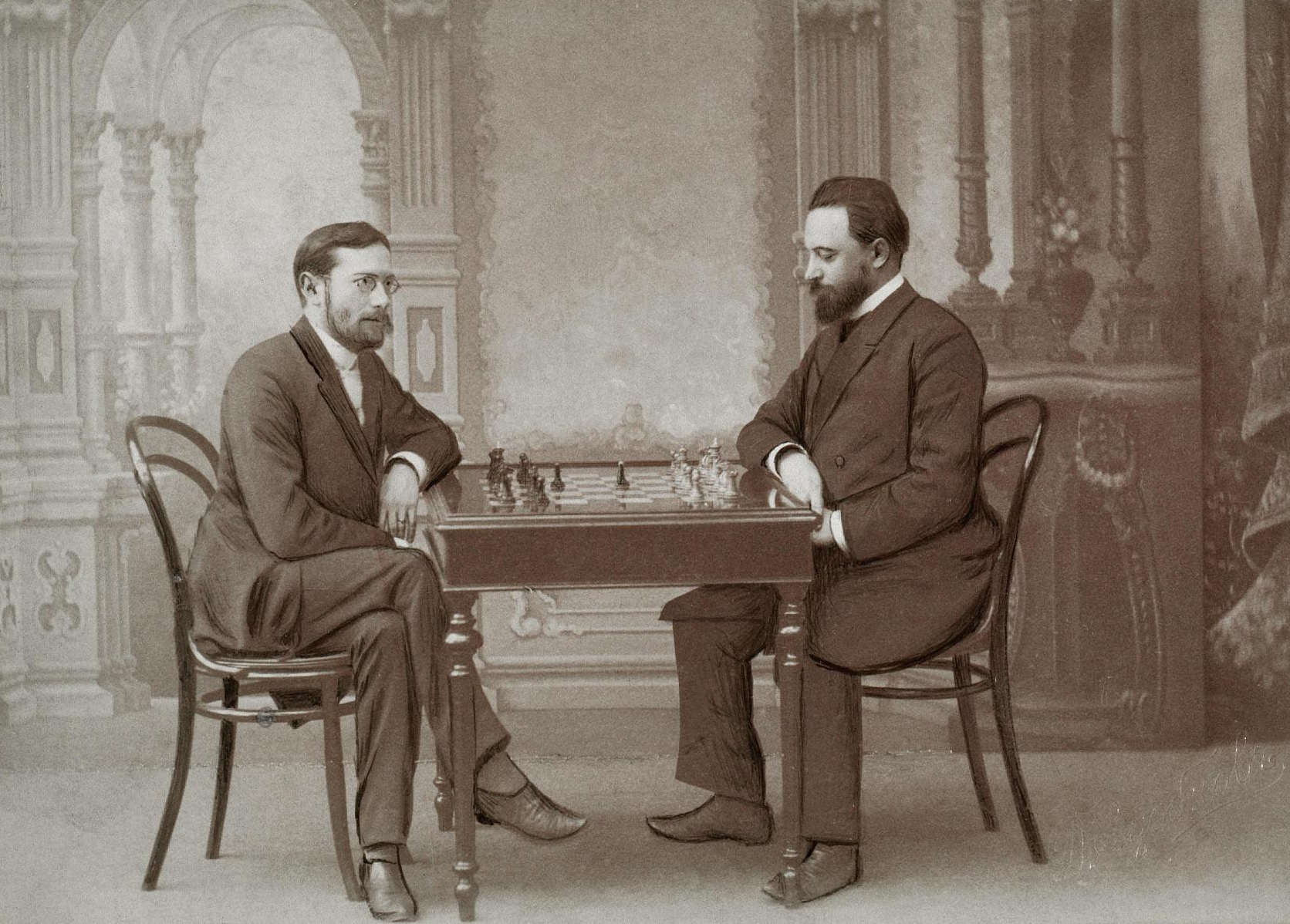
Zápas mezi Tarraschem a Čigorinem roku 1893 v Petrohradě

- 1892: vítězství v zápase s Andrejem Alexandrovičem Ascharinem v Rize v poměru 3:0 (=0)
- 1893: Nerozhodný zápas s Siegbertem Tarraschem Petrohradě 9:9 (=4)
- 1895: Druhé místo na superturnaji v Hastingsu za Američanem Harrym Pillsburym, ale před Laskerem, Tarraschem a Steinitzem
- 1895: vítězství v zápase s Emanuelem Stěpanovičem Šiffersem v Petrohradě 7:3 (=3)
- 1895–1896: čtvrté (poslední) místo na turnaji v Petrohradě za Laskerem, Steinitzem a Pillsburym
- 1896: vítězství na turnaj v Buturnaji v Budapešti, když v play-off porazil maďarského šachistu českého původu Rudolfa Charouska 3:1
- 1896: až deváté misto na mezinárodnín turnaji v Norimberku
- 1897: až desáté místo na mezinárodním turnaji v Berlíně
- 1897: vítězství v zápase Emanuelem Stěpanovičem Šiffersem v Petrohradě 7:1 (=6)
- 1898: druhé až čtvrté místo (společně s Rudolfem Charouskem a Wilhelmem Cohnem) na turnaji v Kolíně nad Rýnem (turnaj vyhrál Angličan Amos Burn)
- 1898: šesté místo na turnaji ve Vídni
- 1899: sedmé místo na turnaji v Londýně

## Trojnásobný mistr Ruska
Čigorin vyhrál první tři mistrovství Ruska v šachu. První z nich se hrálo roku 1899 v Moskvě. Turnaj, kterého se zúčastnilo čtrnáct hráčů, vyhrál Čigorin s 10 body před Emanuelem Stěpanovičem Šiffersem (7,5 bodu). Na dalším ruském šampionátu roku 1901, který se konal opět v Moskvě (tentokrát ale již za účasti osmnácti hráčů) Čigorin svůj titul obhájil se ziskem 16,5 bodu (ze sedmnácti partií), a to opět před Šiffersem (14 bodů). Roku 1903 se konalo mistrovství Ruska za účasti devatenácti hráčů v Kyjevě a první byl opět Čigorin (15 bodů), tentokrát před Osipem Bernsteinem (14 bodů). V pořadí čtvrté mistrovství Ruska se hrálo na přelomu let 1905–1906 v Petrohradě. V konkurenci sedmnácti šachistů tentokrát již Čigorin neuspěl, když musel z turnaje ze zdravotních důvodů po čtyřech kolech odstoupit. Přesto ještě téhož roku mistra Ruska Henryka Salweho v Lodži porazil 7:5 (=3).

## Závěr Čigorinovy kariéry
Na přelomu 19. a 20. století se začal projevovat Čigorinův ne právě dobrý zdravotní stav. Čigorin trpěl těžkou cukrovkou, kterou ještě znásoboval počínající alkoholismus. Tyto zdravotní potíže ovlivnily jeho hráčskou výkonnost v posledních letech jeho života (byly příčinou jeho velké výkonnostní nevyrovnanosti), takže trpěl i materiálním nedostatkem.
Některé Čigorinovy výsledky z tohoto období:
- 1901: třetí místo (společně s Theodorem von Schevem) na turnaji v Monte Carlu (za Davidem Janowskim a Karlem Schlechterem)
- 1902: až osmé místo na turnaji v Monte Carlu
- 1903: vítězství v zápase nad Emanuelem Laskerem 2:1 (=3)
- 1903: vítězství na turnaji ve Vídni
- 1904: šesté až sedmé místo na turnaji v Cambridge Springs
- 1905: třinácté místo na turnaji v Ostende
- 1906: páté místo na turnaji v Norimberku
- 1907: šesté místo na turnaji v Ostende
- 1907: šestnácté až osmnácté místo na turnaji turnaji v Karlových Varech